# Robert Dundas il Vecchio
Robert Dundas, Dundas Robert, il Vecchio (1685 – 1753), è stato un giurista scozzese.
Secondo figlio di Robert Dundas (morto nel 1726), ricoprì la carica di Solicitor General di Scozia dal 1717 al 1720, divenendo successivamente Lord Advocate (carica che mantenne dal 1720 al 1725). Fu inoltre Decano della Faculty of Advocates a partire dal 1721.
| Controllo di autorità | VIAF (EN) 45853068 · ISNI (EN) 0000 0000 3130 477X · LCCN (EN) n88116939 |